# Kanton Machala
Der Kanton Machala befindet sich in der Provinz El Oro im Süden von Ecuador. Er besitzt eine Fläche von 330,2 km². Im Jahr 2020 lag die Einwohnerzahl schätzungsweise bei 289.000. Verwaltungssitz des Kantons ist die Provinzhauptstadt Machala mit 231.260 Einwohnern (Stand 2010). Der Kanton Machala wurde im Jahr 1824 eingerichtet.

## Lage
Der Kanton Machala befindet sich an der Pazifikküste im zentralen Norden der Provinz El Oro. Westlich des Kantons befindet sich der Archipel Jambelí. Die Fernstraße E25 (Santa Rosa–Naranjal) durchquert den Osten des Kantons.
Der Kanton Machala grenzt im Nordosten an den Kanton El Guabo, im Osten an den Kanton Pasaje sowie im Süden und im Westen an den Kanton Santa Rosa.

## Verwaltungsgliederung
Der Kanton Machala ist in die Parroquias urbanas („städtisches Kirchspiel“)
- 9 de Mayo
- El Cambio
- Jambelí
- Jubones
- La Providencia
- Machala
- Puerto Bolívar

und in die Parroquia rural („ländliches Kirchspiel“)
- El Retiro

gegliedert.